# Rubén Blades
Rubén Blades Bellido de Luna (Panama, 16 luglio 1948) è un cantautore, musicista, attore ed ex politico panamense.
Accanto alla carriera artistica affianca anche quella politica: è infatti fondatore del partito "Papa Egoró" ed è stato anche ministro del turismo di Panama (2004-2009).

## Biografia
Laureato in giurisprudenza. Figlio d'arte (il padre era un cantante colombiano e la madre un'attrice e cantante cubana), ha sposato la cantante Luba Mason.

### Carriera musicale
Come cantante è in attività dagli anni sessanta (professionalmente, dalla metà degli anni sessanta/inizio degli anni settanta) quale interprete di musica latina (soprattutto salsa e Tex-Mex music) e nella sua discografia si registrano numerose collaborazioni, in particolare con Ray Barretto e Willie Colón, nonché come componente dei Fania All-Stars.  Negli anni '80 forma una band, chiamata Seis del Solar o Son del Solar.
Si è aggiudicato per sette volte il Grammy Award..

### Carriera cinematografica e televisiva
Come attore, è invece attivo dall'inizio degli anni ottanta  sia in campo cinematografico che televisivo ed ha recitato in oltre 30 film.
Tra i film a cui ha partecipato, ricordiamo:   Milagro  (1988) diretto da Robert Redford, Predator 2  (1990),  Il padrone di casa  (1991),  Il colore della notte  (1994),  L'ombra del diavolo  (1997),  Passione ribelle  (2000),  Assassination Tango  (2002),  C'era una volta in Messico  (2003), ecc. Mentre la serie che lo ha reso più celebre al pubblico internazionale è Fear the Walking Dead.
Ha ricevuto due nomination come miglior attore non protagonista in serie tv agli Emmy Awards nel 1991 e nel 1992.

### Carriera politica
Nel 1992 ha fondato il partito politico panamense Papa Egoró (nome indigeno che significa madre terra) con il quale si candidò come Presidente del Panama nelle elezioni generali del 1994, le prime consultazioni democratiche dopo la caduta del regime militare di Manuel Noriega. Blades con più del 17% dei consensi risultò il terzo candidato più votato mentre il suo partito, con il 9,6%, conquistò 6 dei 72 seggi in palio.
Alle elezioni del 2004 appoggiò il candidato Martín Torrijos che divenne presidente della Repubblica e lo nominò ministro del turismo. Blades rimase ministro dal 2004 al 2009.

## Discografia parziale

### Album
- De Panamá a New York (Fania Records, 1970)
- Barretto [con Ray Barretto] Fania (1975)
- The Good, The Bad, The Ugly (1975)
- Metiendo Mano! [con Willie Colón] Fania (1977)
- Siembra [con Willie Colón] Fania (1978)
- Bohemio y Poeta (Fania, 1979)
- Maestra vida (primera parte) [con Willie Colón] Fania (1980)
- Maestra vida (segunda parte) [con Willie Colón] Fania (1980)
- Canciones del Solar de los Aburridos [con Willie Colón] Fania (1981)
- The Last Fight [con Willie Colón] Música Latina (1982)
- El que la hace la paga (Fania, 1982)
- Buscando América (Elektra Records, 1984)
- Mucho Mejor (Fania, 1984)
- Escenas (Elektra, 1985)
- Doble Filo (Fania, 1986)
- Agua de Luna (Elektra, 1987)
- Rubén Blades with Strings (Fania, 1988)
- Nothing but the Truth (Elektra, 1988)
- Antecedente (Elektra, 1988)
- Rubén Blades y Son del Solar… Live! (Elektra, 1990)
- Caminando (CBS, 1991).
- Amor y Control (Discos International, 1992)
- Joseph & His Brothers  (Windham Hill Records, 1993)
- Tras la Tormenta [con Willie Colón] Sony Music, 1995)
- La Rosa de los Vientos (Sony, 1996)
- Willie Colón Presents Rubén Blades [con Willie Colón] Charly Records (1996)
- Talento de Televisión  [con Willie Colón] Fania (1998)
- Tiempos (Sony, 1999)
- Mundo (Sony, 2002)
- Una Década (Sony, 2003)
- O melhor, vol. 1 (Roadrunner, 2004)
- O melhor, vol. 2 (Roadrunner, 2004)
- Across 110th Street [con Spanish Harlem Orchestra] Libertad Records (2004)
- Cantares del Subdesarrollo  (Ferjan, 2009)
- Todos Vuelven Live (con Seis del Solar; 2010)
- Eba Say Ajá [con Cheo Feliciano] Ariel Rivas Music (2012)
- Tangos (2014)
- Son de Panamá [con Roberto Delgado & Orquesta] (2015)
- Salsa Big Band [con Roberto Delgado & Orquesta] (2017)
- Medoro Madera (Ruben Blades Productions, 2018)
- Una Noche Con Rubén Blades, Jazz at Lincoln Center Orchestra with Wynton Marsalis (Blue Engine Records, 2018)
- Paraíso Road Gang (2019)
- Salswing! [con Roberto Delgado & Orquesta] (2021)
- Pasieros [con Boca Livre] (2022)
- Fotografías (2025)

### Brani musicali
- "Los muchachos de Belén" in Tributo a Tito Rodríguez (con i Fania All-Stars; Fania, 1976)
- "Juan Pachanga" in Rhythm Machine (con i Fania All Stars; Columbia, 1977)
- "Sin tu cariño" in Spanish Fever (con i Fania All Stars; CBS, 1978)
- "Prepara" in Cross Over (con i Fania All Stars; CBS, 1979)
- "La palabra adiós" in Commitment (con i Fania All Stars;  FNA, 1980)
- "Tiburón" (con Willie Colón, 1981)
- "Buscando América" (1984)
- "Pedro Navaja" (1984)
- "Buscando Guayaba" (1996)
- "Siembra" (1997)

### Compositore
- Terzo grado (Q & A) (1990)
- Empire - Due mondi a confronto (Empire) (2002)
- Vivir pedaleando (2003)

### Cantante e musicista
- Pedro Navaja (1984)
- Miami Vice – serie TV, episodi 3x06-3x17 (1986-1987)
- The Believers - I credenti del male (The Believers) (1987)
- Oliver & Company (1988)
- Milagro (1988)
- Uno strano caso (Chances Are) (1989)
- Fa' la cosa giusta (Do the Right Thing) (1989)
- El Cantante (2006)
- Banda sonora – serie TV, episodio 1x11 (2007)

## Filmografia

### Cinema
- The Last Fight, regia di Fred Williamson (1983)
- Crossover Dreams, regia di Leon Ichaso (1985)
- Prognosi riservata (Critical Condition), regia di Michael Apted (1987)
- Fatal Beauty, regia di Tom Holland (1987)
- Milagro (The Milagro Beanfield War), regia di Robert Redford (1988)
- Homeboy, regia di Michael Seresin (1988)
- Crimine disorganizzato (Disorganized Crime), regia di Jim Kouf (1989)
- The Lemmons Sisters, regia di Joyce Chopra (1989)
- Mo' Better Blues, regia di Spike Lee (1990)
- Il grande inganno (The Two Jakes), regia di Jack Nicholson (1990)
- Predator 2, regia di Stephen Hopkins (1990)
- Il padrone di casa (The Super), regia di Rod Daniel (1991)
- Cercasi superstar (Life with Mikey), regia di James Lapine (1993) – non accreditato
- Il colore della notte (Color of Night), regia di Richard Rush (1994)
- Scorpion Spring, regia di Brian Cox (1996)
- Al compas de un sentimiento, regia di Marcos Zurinaga (1996)
- L'ombra del diavolo (The Devil's Own), regia di Alan J. Pakula (1997)
- Chinese Box, regia di Wayne Wang (1997)
- Il prezzo della libertà (Cradle Will Rock), regia di Tim Robbins (1999)
- Passione ribelle (All the Pretty Horses), regia di Billy Bob Thornton (2000)
- Assassination Tango, regia di Robert Duvall (2002)
- Immagini - Imagining Argentina (Imaging Argentina), regia di Christopher Hampton (2003)
- C'era una volta in Messico (Once Upon a Time in Mexico), regia di Robert Rodríguez (2003)
- Sequestro lampo, regia di Jonathan Jakubowicz (2005)
- El Cantante, regia di Leon Ichaso (2006)
- Spoken Word, regia di Víctor Núñez (2009)
- Safe House - Nessuno è al sicuro (Safe House), regia di Daniel Espinosa (2012)
- Cristiada (For Greater Glory: The True Story of Cristiada), regia di Dean Wright (2012)
- The Counselor - Il procuratore (The Counselor), regia di Ridley Scott (2013)
- Hands of Stone, regia di Jonathan Jakubowicz (2016)

### Televisione
- Dead Man Out, regia di Richard Pearce – film TV (1989)
- Un uomo in guerra (One Man's War), regia di Sergio Toledo – film TV (1991)
- Cuori ribelli (Crazy from the Heart), regia di Thomas Schlamme – film TV (1991)
- Miracle on Interstate 880, regia di Robert Iscove – film TV (1993)
- X-Files (The X-Files) – serie TV, episodio 4x11 (1997)
- Gideon's Crossing – serie TV, 20 episodi (2000-2001)
- Resurrection Blvd. – serie TV, episodio 3x12 (2002)
- The Maldonado Miracle, regia di Salma Hayek – film TV (2003)
- Fear the Walking Dead – serie TV, 87 episodi (2015-2023)

## Riconoscimenti
- 1986: Grammy Award per l'album "Escenas" nella categoria "Best Tropical Latin Performance"
- 1988: Grammy Award per l'album "Antecedente" nella categoria "Best Tropical Latin Performance"
- 1996: Grammy Award per l'album "Rosa de los vientos" nella categoria "Best Tropical Latin Performance"
- 1999: Grammy Award per l'album "Tiempos" nella categoria "Best Latin Pop Performance"
- 2002: Grammy Award per l'album "Mundo" nella categoria "Best World Music Album"

## Doppiatori italiani
Nelle versioni in italiano delle opere in cui ha recitato, Rubén Blades è stato doppiato da:
- Eugenio Marinelli ne Il colore della notte, Il prezzo della libertà, Cristiada, Fear the Walking Dead (st. 6-8)
- Saverio Moriones in X-Files, Safe House - Nessuno è al sicuro, Fear the Walking Dead (st. 1-3, 5)
- Roberto Stocchi in Assassination Tango, Immagini - Imagining Argentina
- Pasquale Anselmo in C'era una volta in Messico, The Counselor - Il procuratore
- Claudio Fattoretto in Milagro
- Giorgio Lopez ne Il grande inganno
- Carlo Valli in Predator 2
- Renzo Stacchi ne Il padrone di casa
- Angelo Nicotra in L'ombra del diavolo
- Maurizio Mattioli in Chinese Box
- Manlio De Angelis in Passione ribelle
- Vittorio Amandola in Resurrection Blvd.